# 1 Korpus Obrony Powietrznej
1 Korpus Obrony Powietrznej (1 KOP) – związek taktyczny Sił Powietrznych.

## Historia 1 Korpusu OPK
W 1957 na bazie rozwiązanych dwóch dywizji lotnictwa myśliwskiego OPL (5 i 7) został sformowany 1 Korpus Obrony Przeciwlotniczej Obszaru Kraju. W jego składzie znalazły się cztery pułki lotnictwa myśliwskiego OPL (1, 2, 13 i 39), dwie dywizje artylerii OPL (9 i 13), trzy samodzielne pułki artylerii OPL (3, 90 i 115) oraz dwa pułki radiotechniczne (6 i 14).
18 lipca 1962 korpus został przemianowany na 1 Korpus Obrony Powietrznej Kraju (1 KOPK).
01 lipca 1990 korpus został przemianowany na 1 Korpus Obrony Powietrznej (1 KOP)
W 1998 korpus został rozformowany.

## Struktura organizacyjna 1 Korpusu OPK w 1989
- Dowództwo 1 Korpusu OPK w Warszawie
- 1 pułk lotnictwa myśliwskiego OPK „Warszawa” w Mińsku Mazowieckim
- 10 pułk lotnictwa myśliwskiego OPK w Łasku
- 3 Łużycka Brygada Artylerii OPK w Warszawie
- 1 Brygada Radiotechniczna w Warszawie

## Dowódcy korpusu
- gen. bryg. Czesław Czubryt-Borkowski (od 27 XI 1957)
- płk/gen. bryg. pil. Roman Paszkowski (od 15 XII 1959)
- płk/gen. bryg. nawig. Władysław Jagiełło (od 18 VII 1962)
- płk/gen. bryg. pil. Zdzisław Żarski (od 10 I 1964)
- gen. bryg. Edmund Soja (od 25 I 1968)
- gen. bryg. Władysław Hermaszewski (od 1 VIII 1977)
- gen. bryg. pil. Marian Bondzior (od 9 V 1982)
- gen. bryg. dr inż. Tadeusz Jemioło (od 6 XII 1984)
- gen. bryg. pil. Henryk Pietrzak (od 27 I 1988)
- płk/gen. bryg. Tadeusz Mikoś (od 28 IX 1988)
- płk/gen. bryg. pil. Czesław Mikrut (od 24 II 1993- 30 VI 1995)